# Дискография Розэ
Новозеландская и южнокорейская автор-исполнительница Розэ выпустила за всю свою карьеру один студийный альбом, один сингл-альбом и пять синглов.
Розэ начала свою карьеру как одна из участниц гёрл-группы Blackpink в августе 2016 года. По состоянию на февраль 2025 года группа выпустила два студийных альбома, два мини-альбома и двенадцать синглов. Розэ выпустила свой дебютный сольный сингл-альбом R на лейблах YG Entertainment и Interscope Records в марте 2021 года. R дебютировал на второй позиции в Circle Album Chart в Южной Корее и разошёлся тиражом более 750 тысяч проданных копий. Заглавный сингл альбома «On the Ground» стал первой песней сольного исполнителя жанра K-pop, возглавившей Billboard Global 200 и Global Excl. US. Песня заняла четвёртую позицию в южнокорейском чарте Circle Digital Chart, возглавила чарты в Малайзии и Сингапуре, а также стала самой популярной на тот момент песней K-pop-солистки в американском Billboard Hot 100, Canadian Hot 100 в Канаде и UK Singles Chart в Великобритании. Второй сингл с сингл-альбома R, «Gone», занял шестое место в чарте Circle Digital Chart и первое место в Малайзии.
В 2024 году Розэ подписала контракт с лейблами The Black Label и Atlantic Records и был выпущен сингл «Apt.» с участием Бруно Марса и является лид-синглом дебютного студийного альбома rosie. (2024). Песня стала её вторым чарттопером в Billboard Global 200 и Global Excl. US и возглавила чарты во многих странах, включая Новую Зеландию, Малайзию, Сингапур и Южную Корею. Она стала первой песней K-pop-солистки, возглавившей австралийский чарт ARIA Singles Chart и достигшей второго места в UK Singles Chart. «Apt.» также стал первой песней K-pop-исполнительницы, вошедшей в тройку лучших в Billboard Hot 100, заняв третью позицию. Альбом rosie дебютировал на второй позиции в Circle Album Chart, разошёлся тиражом более 500 тысяч копий и был сертифицирован как дважды платиновый Корейской ассоциацией музыкального контента (KMCA). Альбом также занял третью позицию в Billboard 200 и четвёртую в UK Albums Chart, став самым высокооценённым альбомом K-pop-солистки в обоих чартах.

## Альбомы

### Студийные альбомы
| Название | Информация                                                                                                 | Высшая позиция в чартах | Высшая позиция в чартах | Высшая позиция в чартах | Высшая позиция в чартах | Высшая позиция в чартах | Высшая позиция в чартах | Высшая позиция в чартах | Высшая позиция в чартах | Высшая позиция в чартах | Высшая позиция в чартах | Продажи                                                       | Сертификации               |
| Название | Информация                                                                                                 | KOR                     | AUS                     | UK                      | GER                     | CAN                     | NZ                      | US                      | SWI                     | FRA                     | JPN                     | Продажи                                                       | Сертификации               |
| -------- | --- | ----------------------- | ----------------------- | ----------------------- | ----------------------- | ----------------------- | ----------------------- | ----------------------- | ----------------------- | ----------------------- | ----------------------- | ------------------------------------------------------------- | -------------------------- |
| rosie    | - Выпуск: 6 декабря 2024 - Лейбл: The Black Label, Atlantic Records - Формат: CD, цифровая загрузка, винил | 2                       | 2                       | 4                       | 8                       | 4                       | 3                       | 3                       | 8                       | 16                      | 10                      | - Республика Корея: 521 540 - США: 102 000+ - Канада: 40 000+ | - Music Canada: - KMCA: 2× |

## Сингл-альбомы
| Название | Информация                                                                          | Высшая позиция в чартах | Высшая позиция в чартах | Высшая позиция в чартах | Высшая позиция в чартах | Продажи                   | Сертификации |
| Название | Информация                                                                          | KOR                     | UK Phy.                 | CRO                     | JPN Cmb.                | Продажи                   | Сертификации |
| -------- | ----------------------------------------------------------------------------------- | ----------------------- | ----------------------- | ----------------------- | ----------------------- | ------------------------- | ------------ |
| R        | - Выпуск: 12 марта 2021 - Лейбл: YG, Interscope - Формат: CD, цифровая загрузка, LP | 2                       | 40                      | 10                      | 4                       | Республика Корея: 963 419 | KMCA: 3×     |

## Синглы
| Название                                                                        | Год  | Высшая позиция в чартах | Высшая позиция в чартах | Высшая позиция в чартах | Высшая позиция в чартах | Высшая позиция в чартах | Высшая позиция в чартах | Высшая позиция в чартах | Высшая позиция в чартах | Высшая позиция в чартах | Высшая позиция в чартах | Продажи                                                      | Альбом |
| Название                                                                        | Год  | KOR                     | AUS                     | UK                      | CAN                     | MLY                     | WW                      | NZ                      | SGP                     | US                      | JPN Hot                 | Продажи                                                      | Альбом |
| ------------------------------------------------------------------------------- | ---- | ----------------------- | ----------------------- | ----------------------- | ----------------------- | ----------------------- | ----------------------- | ----------------------- | ----------------------- | ----------------------- | ----------------------- | ------------------------------------------------------------ | ------ |
| «On the Ground»                                                                 | 2021 | 4                       | 31                      | 43                      | 35                      | 1                       | 1                       | —                       | 1                       | 70                      | 50                      | - США: 7500 - Мир: 29 000                                    | R      |
| «Gone»                                                                          | 2021 | 6                       | 63                      | —                       | 77                      | 1                       | 29                      | —                       | 2                       | —                       | —                       | - Мир: 25 000                                                | R      |
| «Apt.» (с участием Бруно Марса)                                                 | 2024 | 1                       | 1                       | 2                       | 2                       | 1                       | 1                       | 1                       | 1                       | 3                       | 1                       | - Республика Корея: 416 870 584 - США: 26 000 - Мир: 244 000 | rosie  |
| «Number One Girl»                                                               | 2024 | 12                      | 61                      | 84                      | 63                      | 3                       | 29                      | —                       | 4                       | —                       | —                       | н/д                                                          | rosie  |
| «Toxic Till the End»                                                            | 2024 | 4                       | 31                      | 72                      | 54                      | 3                       | 15                      | —                       | 2                       | 90                      | 32                      | - Мир: 4000                                                  | rosie  |
| «—» означает, что песня не попала в чарт или не была выпущена в данном регионе. |      |                         |                         |                         |                         |                         |                         |                         |                         |                         |                         |                                                              |        |

## Другие песни, попавшие в чарты
| Название                                                                        | Год  | Высшая позиция в чартах | Высшая позиция в чартах | Высшая позиция в чартах | Высшая позиция в чартах | Высшая позиция в чартах | Высшая позиция в чартах | Высшая позиция в чартах | Высшая позиция в чартах | Высшая позиция в чартах | Высшая позиция в чартах | Продажи                     | Альбом        |
| Название                                                                        | Год  | KOR                     | AUS                     | HK                      | CAN                     | MLY                     | NZ Aot.                 | SGP                     | TWN                     | PHL                     | WW                      | Продажи                     | Альбом        |
| ------------------------------------------------------------------------------- | ---- | ----------------------- | ----------------------- | ----------------------- | ----------------------- | ----------------------- | ----------------------- | ----------------------- | ----------------------- | ----------------------- | ----------------------- | --------------------------- | ------------- |
| «Without You» (кор. 결국) (от G-Dragon)                                         | 2012 | 10                      | —                       | —                       | —                       | —                       | —                       | —                       | —                       | —                       | —                       | - Республика Корея: 646 074 | One of a Kind |
| «Hard to Love»                                                                  | 2022 | 87                      | 65                      | 12                      | 68                      | —                       | —                       | 5                       | 13                      | 7                       | 27                      | н/д                         | Born Pink     |
| «3am»                                                                           | 2024 | 79                      | —                       | 18                      | —                       | 11                      | 13                      | 14                      | 19                      | 84                      | 165                     | н/д                         | rosie         |
| «Two Years»                                                                     | 2024 | 84                      | —                       | 17                      | —                       | 9                       | 17                      | 13                      | 21                      | 95                      | 183                     | н/д                         | rosie         |
| «Drinks or Coffee»                                                              | 2024 | 83                      | —                       | 15                      | —                       | 10                      | 11                      | 12                      | 20                      | 73                      | 151                     | н/д                         | rosie         |
| «Gameboy»                                                                       | 2024 | 77                      | —                       | 19                      | —                       | 15                      | 18                      | 20                      | 25                      | —                       | 177                     | н/д                         | rosie         |
| «Stay a Little Longer»                                                          | 2024 | 88                      | —                       | 20                      | —                       | 13                      | 20                      | 18                      | —                       | 94                      | 198                     | н/д                         | rosie         |
| «Not the Same»                                                                  | 2024 | 116                     | —                       | —                       | —                       | —                       | —                       | —                       | —                       | —                       | —                       | н/д                         | rosie         |
| «Call It the End»                                                               | 2024 | 107                     | —                       | —                       | —                       | —                       | —                       | —                       | —                       | —                       | —                       | н/д                         | rosie         |
| «Too Bad for Us»                                                                | 2024 | 115                     | —                       | —                       | —                       | —                       | —                       | —                       | —                       | —                       | —                       | н/д                         | rosie         |
| «Dance All Night»                                                               | 2024 | 114                     | —                       | —                       | —                       | —                       | —                       | —                       | —                       | —                       | —                       | н/д                         | rosie         |
| «—» означает, что песня не попала в чарт или не была выпущена в данном регионе. |      |                         |                         |                         |                         |                         |                         |                         |                         |                         |                         |                             |               |

## Авторство
Все данные об авторстве Розэ были взяты из базы данных Корейской ассоциации авторских прав на музыку, если не указан иной источник.
| Год  | Исполнитель | Песня             | Альбом    | Текст | Музыка |
| ---- | ----------- | ----------------- | --------- | ----- | ------ |
| 2021 | Розэ        | «On the Ground»   | R         | Yes   | Yes    |
| 2021 | Розэ        | «Gone»            | R         | Yes   | Yes    |
| 2022 | Blackpink   | «Yeah Yeah Yeah»  | Born Pink | Yes   | No     |
| 2024 | Розэ        | Все песни альбома | Rosie     | Yes   | Yes    |

### Комментарии
1. ↑  «On the Ground» не попал в NZ Top 40 Singles Chart, но занял 15-ю позицию в NZ Top 20 Aotearoa Singles Chart[26].
2. ↑  «Gone» не попал в UK Singles Chart, но занял 41-ю позицию UK Singles Downloads Chart[22].
3. ↑  «Gone» не попал в NZ Top 40 Singles Chart, но занял 18-ю позицию в NZ Top 20 Aotearoa Singles Chart[26].
4. ↑  «Gone» не попал в Billboard Hot 100, но занял 15-ю позицию в Digital Song Sales[31].
5. ↑  «Number One Girl» не попал в NZ Top 40 Singles Chart, но занял третью позицию в NZ Top 20 Aotearoa Singles Chart[26].
6. ↑  «Number One Girl» не попал в Billboard Hot 100, но занял первую позицию в Bubbling Under Hot 100[35].
7. ↑  «Number One Girl» не попал в Billboard Japan Hot 100, но занял 15-ю позицию в Japan Hot Shot Songs[36].
8. ↑  «Toxic Till the End» не попал в NZ Top 40 Singles Chart, но занял третью позицию в NZ Top 20 Aotearoa Singles Chart[26].
9. ↑  «Hard to Love» не попал в NZ Top 20 Aotearoa Singles Chart, но занял шестую позицию в NZ Hot 40 Singles Chart[26].